# Partido Comunista de la República Socialista Soviética de Moldavia
El Partido Comunista de la República Socialista Soviética de Moldavia (en ruso: Коммунисти́ческая па́ртия Молдавской ССР, abreviado como КП МССР, en moldavo: Partidul Comunist al RSS Moldovei) era la rama a nivel regional del Partido Comunista de la Unión Soviética en la RSS de Moldavia, una de las repúblicas constituyentes de la Unión Soviética.

## Historia
En el período de entreguerras, la única fuerza política en Besarabia que apoyó su separación (del este de Moldavia) de Rumania y su anexión a la URSS fue el Partido Comunista, que era ilegal. En mayo de 1940, el número de comunistas de Besarabia era de 375, a los que se sumaron 511 miembros de la Komsomol (Unión de la Juventud Comunista soviética). La organización comunista de Besarabia estaba formada principalmente por representantes de las etnias rusa, ucraniana y judía. Ninguno de los comunistas de Besarabia que fueran miembros del Partido Comunista Rumano, no fue aceptado en el Partido Comunista de la Unión Soviética en el momento del establecimiento de la República Socialista Soviética Moldava, todo el liderazgo de su partido y estado estaba formado por no besarabianos (no moldavos). Fue solo después de muchos años y muchas perseverancia que algunos de los excomunistas de Besarabia de entreguerras fueron recibidos en el Partido Comunista de Moldavia, sin poder desempeñar ningún papel importante en la vida sociopolítica de la República Socialista Soviética Moldava.
La fundación del Partido Comunista de la RSS de Moldavia tuvo lugar en 1940, después de la ocupación de Besarabia por la Unión Soviética. La gran mayoría de los activistas del partido fueron llevados a Besarabia desde otras partes de la URSS, por lo que no eran besarabios. Durante la Segunda Guerra Mundial, fue la fuerza impulsora de la resistencia moldava contra la ocupación del Eje.
El período de la Perestroika, que había visto al partido cada vez más golpeado, también estuvo marcado por los disturbios de noviembre. El líder del partido Semión Grossu fue reemplazado por Petru Lucinschi el 16 de noviembre de 1989 .
El 27 de agosto de 1991 Moldavia declaró su independencia y la República Socialista Soviética Moldava desapareció; cuatro días antes, el Partido Comunista fue prohibido. El 7 de septiembre, el Parlamento de Moldavia levantó la prohibición de las actividades comunistas.

### Después de la disolución de la URSS
En 1993, exmiembros del partido fundaron el Partido Comunista de la República de Moldavia (PCRM), que se convirtió en el partido más grande de Moldavia desde las elecciones de 2001, y el partido gobernante de 2001 a 2009. En 2011, un grupo de comunistas encabezado por el secretario ejecutivo del antiguo Partido Comunista de Moldavia, Igor Cucer, llamó la atención del público, alegando que son los "verdaderos comunistas" y quieren revivir formalmente el partido (de la época soviética);  También afirmaron que el PCRM se ha convertido en un partido pseudocomunista y liberal-burgués que sirve a los intereses de uno de los hombres más ricos del condado, Oleg Voronin, hijo del presidente de Moldavia de 2001 a 2009 y líder del PCRM Vladimir Voronin. Cucer afirmó entonces: "La regla de 8 años del PCRM hizo a los pobres más pobres y a los ricos más ricos".[cita requerida]
La Comisión para el Estudio de la Dictadura Comunista en Moldavia se creó en 2010 para estudiar y analizar el período 1917-1991 del régimen comunista.

## Lista de Primeros Secretarios
| #  | Imagen | Nombre                        | Inicio                  | Final                   |
| -- | ------ | ----------------------------- | ----------------------- | ----------------------- |
| 1  |        | Piótr Borodin (1905-1986)     | 15 de agosto de 1940    | 11 de febrero de 1942   |
| 2  |        | Nikita Salogor (1901-1981)    | 13 de febrero de 1942   | 5 de enero de 1946      |
| 3  |        | Nicolae Coval (1904-1970)     | 5 de enero de 1946      | 3 de noviembre de 1950  |
| 4  |        | Leonid Brézhnev (1906-1982)   | 3 de noviembre de 1950  | 16 de abril de 1952     |
| 5  |        | Dmitri Gladki (1911-1959)     | 16 de abril de 1952     | 7 de febrero de 1954    |
| 6  |        | Zinovie Serdiuk (1903-1982)   | 8 de febrero de 1954    | 29 de mayo de 1961      |
| 7  |        | Iván Bodiul (1918-2013)       | 29 de mayo de 1961      | 30 de diciembre de 1981 |
| 8  |        | Semión Grossu (Nacido 1934)   | 30 de diciembre de 1981 | 16 de noviembre de 1989 |
| 9  |        | Petru Lucinschi (Nacido 1940) | 16 de noviembre de 1989 | 4 de febrero de 1991    |
| 10 |        | Grigore Eremei (Nacido 1935)  | 4 de febrero de 1991    | Agosto de 1991          |

## Congresos y Conferencias
| Reunión        | Fecha                             | Lugar    |
| -------------- | --------------------------------- | -------- |
| I Congreso     | 6 al 8 de febrero de 1941         | Chisináu |
| II Congreso    | 5 al 8 de febrero de 1949         | Chisináu |
| III Congreso   | 30 de marzo al 1 de abril de 1951 | Chisináu |
| IV Congreso    | 18 al 21 de septiembre de 1952    | Chisináu |
| V Congreso     | 16 al 18 de febrero de 1954       | Chisináu |
| VI Congreso    | 18 al 20 de enero de 1956         | Chisináu |
| VII Congreso   | 28 al 29 de enero de 1958         | Chisináu |
| VIII Congreso  | 13 al 14 de enero de 1959         | Chisináu |
| IX Congreso    | 28 al 29 de enero de 1960         | Chisináu |
| X Congreso     | 27 al 29 de enero de 1961         | Chisináu |
| XI Congreso    | 25 al 26 de diciembre de 1963     | Chisináu |
| XII Congreso   | 1 al 3 de marzo de 1966           | Chisináu |
| XIII Congreso  | 24 al 26 de febrero de 1971       | Chisináu |
| XIV Congreso   | 29 al 31 de enero de 1976         | Chisináu |
| XV Congreso    | 22 al 24 de enero de 1981         | Chisináu |
| XVI Congreso   | 23 al 25 de enero de 1986         | Chisináu |
| XVII Congreso  | 17 al 19 de mayo de 1990          | Chisináu |
| XVIII Congreso | 26 de enero de 1991               | Chisináu |